# ニコラス・オタメンディ
ニコラス・エルナン・ゴンサロ・オタメンディ（Nicolás Hernán Gonzalo Otamendi, 1988年2月12日 - ）は、アルゼンチン・ブエノスアイレス出身のサッカー選手。プリメイラ・リーガ・SLベンフィカ所属。アルゼンチン代表。ポジションはDF（センターバック、右サイドバック）。

## クラブ経歴

### ベレス
ベレスの下部組織出身である。ウーゴ・トカッリ監督に抜擢され、2008年5月10日、ホームでのロサリオ・セントラル戦 (2-1) でデビューした。トカッリ監督が指揮していた間はマリアーノ・ウグレシッチ、ワルド・ポンセ、フェルナンド・トビオ、マルコ・トルシグリエリに次ぐ5番手のセンターバックと位置づけられていたが、リカルド・ガレカ監督が就任したクラウスーラ2009シーズンには、ポンセがチリ代表の試合で負傷したため、オタメンディは出場機会を得た。セバスティアン・ドミンゲスとコンビを組んで19試合中17試合に出場し、リーグ優勝に貢献した。シーズン終了後には、インテル、フィオレンティーナ、レアル・マドリード、ユヴェントス など欧州のクラブへの移籍の噂が持ち上がったが、ベレスに残留した。
アペルトゥーラ2009シーズンのアルセナル戦 (3-1) でプロ初得点を決めた。2009年にはコパ・スダメリカーナの試合に出場して国際舞台にデビューし、同年を通しての活躍からエル・パイス紙による南米ベストイレブンに選出された。

### ポルト
2010年8月23日、ポルトガル・プリメイラ・リーガのポルトと5年契約を結んだ。この際にFCポルトは移籍金400万ユーロでオタメンディの保有権の50%を得て、残りの50%の権利を得るかどうかは2011年9月に持ち越された。9月25日のオリャネンセ戦 (2-0) でデビューし、その試合で初得点も決めた。中盤戦以降はレギュラーに定着し、2011年2月13日のSCブラガ戦では2得点を決めている。

### バレンシア
2014年2月5日、2014-15シーズンからリーガ・エスパニョーラのバレンシアに5年契約で移籍することが発表された。

### アトレチコ・ミネイロ
2014年2月7日、CBFはオタメンディのバレンシアからアトレチコ・ミネイロへの期限付き移籍手続きが正式に完了したことを発表した。移籍期間は2014年6月末まで。

### バレンシア復帰
2014年7月、バレンシアに復帰。シュコドラン・ムスタフィとのCBコンビでチームをチャンピオンズリーグ圏内の4位に導く活躍を見せた。

### マンチェスター・シティ
2014-15シーズン終了後、マンチェスター・ユナイテッドやレアル・マドリードへの移籍話が浮上したが、2015年8月、プレミアリーグのマンチェスター・シティに5年契約で移籍決定。移籍金はおよそ3300万ポンドと、当時のセンターバックでは世界で3番目に高額な取引だった。
長くチームの守備の要として活躍し、数々のタイトル獲得に貢献したが、2018-19シーズンはアイメリク・ラポルテの台頭により出場機会は減少。一時は退団も噂されたが、最終的には残留を選択した。
続く2019-20シーズンはヴァンサン・コンパニの退団、ラポルテの長期離脱により一定の出場機会は得られたが満足のいくパフォーマンスを見せることが出来ず、新型コロナウィルスによるリーグ中断後には若手DFのエリック･ガルシアにファーストチョイスを明け渡す結果となった。

### ベンフィカ
2020年9月27日、SLベンフィカはオタメンディの加入を発表。移籍金は1500万ユーロ。同時にルベン・ディアスが移籍金6800万ユーロでマンチェスター・シティFCへ移籍し、実質トレードの形となった。

## 代表経歴
2009年5月、アルゼンチン代表のディエゴ・マラドーナ監督によってパナマとの親善試合のために招集された。この際の招集メンバーはアルゼンチン国内リーグ所属選手のみで構成されていた。この時のオタメンディは21歳であり、まだCAベレス・サルスフィエルドのトップチームで11試合しか出場していなかった。5月20日に行われたパナマ戦に先発出場して代表デビューを果たし、3-1で勝利した。その後の2010 FIFAワールドカップ・南米予選・コロンビア戦とエクアドル戦にも招集され、エクアドル戦ではセンターバックでマルティン・デミチェリスとコンビを組んで出場した。ブラジル戦ではサルスフィエルドでチームメイトのセバスティアン・ドミンゲスとコンビを組んで先発出場した。南米予選最終戦のウルグアイ戦にも先発出場したが、この試合では右サイドバックとしてプレーした。
2010年5月19日、2010 FIFAワールドカップに出場するメンバーに選出された。グループリーグ最終戦のギリシャ戦に出場し、試合後の記者会見でマラドーナ監督は「今日の試合ではオタメンディが最高の選手だった」と述べて彼を称えた。決勝トーナメント1回戦のメキシコ戦にはフル出場し、3-1で勝利した。準々決勝のドイツ戦には右サイドバックとして出場したが、思うようなプレーができずに0-4で大敗し、彼を右サイドで起用したマラドーナの先見の明の無さとともに彼のプレー自体も批判された。
2011年9月2日のベネズエラとの親善試合で代表初得点となる決勝点を挙げた。
2014 FIFAワールドカップではメンバーに選ばれなかったものの、翌年のコパ・アメリカ2015ではメンバーに選ばれて5試合に出場した。
2016年、アメリカで開催されたコパ・アメリカ・センテナリオでオタメンディは全ての試合に出場するも、アルゼンチンは決勝戦でチリと対戦して前年と同じくPK戦の末に敗れた。

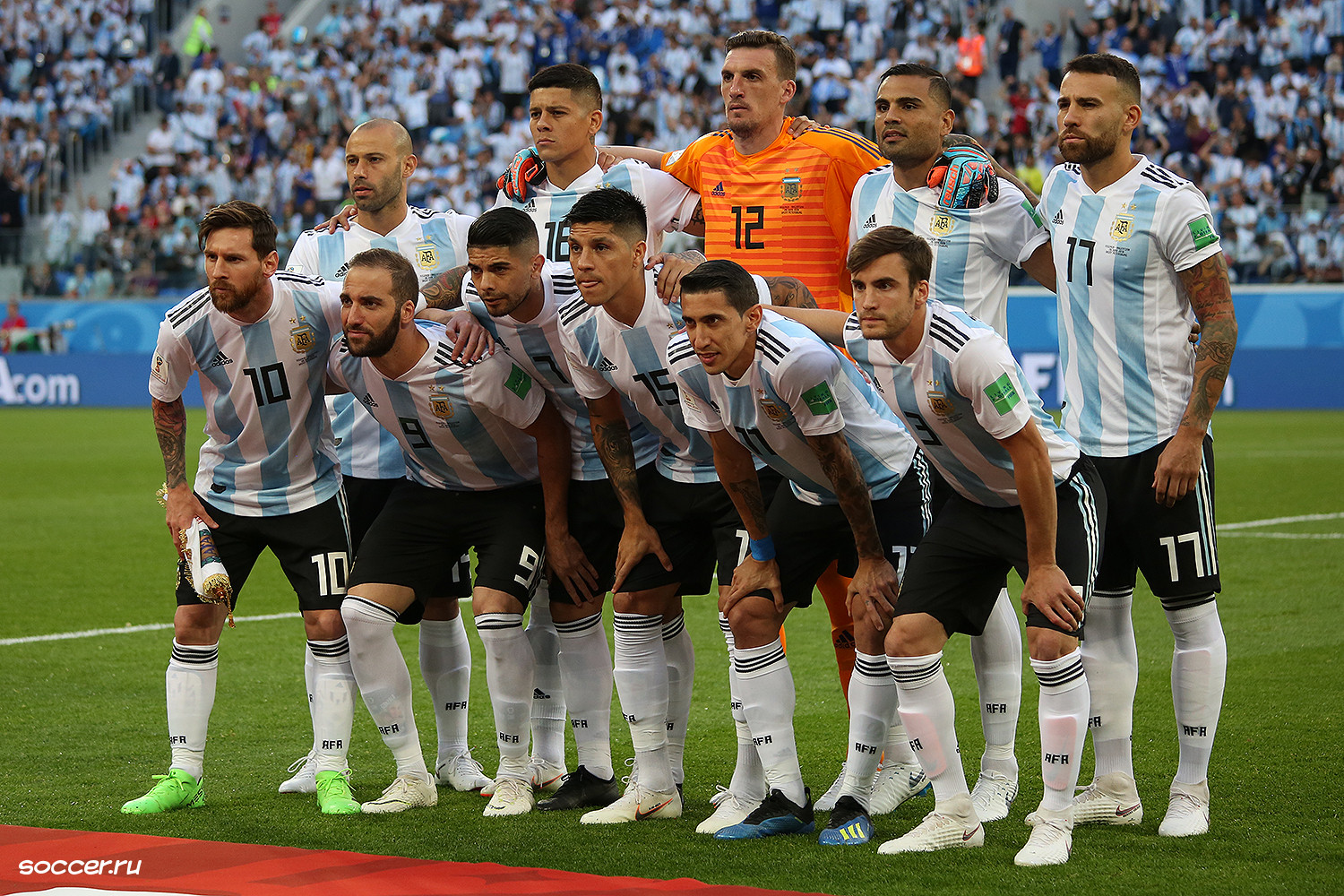
ロシアW杯・ナイジェリア戦でのオタメンディ（右上）

2018年5月、2018 FIFAワールドカップのメンバーに選ばれたオタメンディは、グループリーグ初戦から全試合スタメン出場するも、のちにこの大会を制するフランス代表と決勝トーナメント1回戦で対戦して3-4で敗れたため、ベスト16で敗退した。
2021年6月、コパ・アメリカ2021に向けたメンバーに選ばれ、決勝のブラジル戦を含む5試合にフル出場して自身初の代表でのタイトルを獲得。優勝した記念としてスポンサーのナイキから特注のスパイクが贈呈された。
2022年6月1日、コパ・アメリカを制したアルゼンチンとUEFA EURO 2020を制したイタリアと対戦するフィナリッシマがウェンブリー・スタジアムで開催された。この試合でもオタメンディは先発出場すると、チームはヨーロッパ王者相手に3-0の完勝でタイトルを獲得した。
2022年11月、リオネル・スカローニ監督が率いる2022 FIFAワールドカップに挑むメンバーの1人に選出され、背番号は「19」を着用することが発表された。これにより、オタメンディは南アフリカ大会は「15」、ロシア大会は「17」、カタール大会は「19」と出場した3大会で全て異なる背番号を背負うことになった。

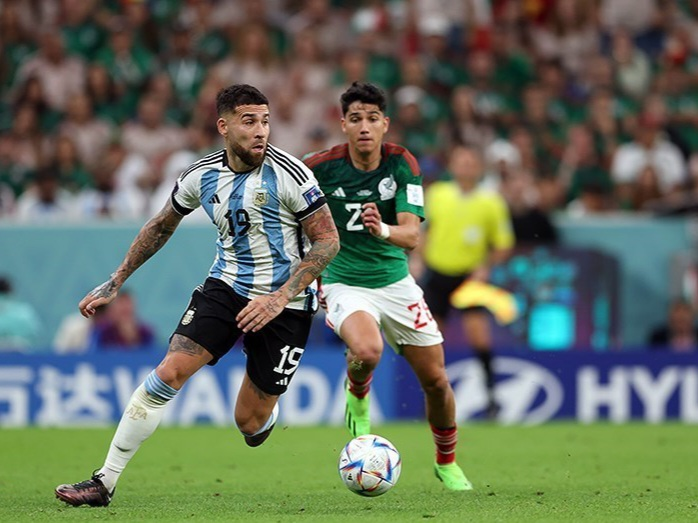
カタールW杯・メキシコ戦でのオタメンディ（左）

カタール大会でオタメンディは、準決勝終了までには最も多く空中戦で勝利し（20回）、オーストラリア戦でのリオネル・メッシへのアシストを含むチーム最多のパス成功数（462本）とロングパス成功数（11）を記録した。そして12月18日、代表通算100試合目の出場となった決勝戦ではフランス代表のコロ・ムアニを倒してしまいPKを与えるミスを犯すも、PK戦の末に勝利しワールドカップ優勝を果たし、メッシと共に大会開幕から全試合フル出場した。
2023年10月12日、ブエノスアイレスで行われた2026 FIFAワールドカップ・南米予選のパラグアイ戦ではキャプテンとして出場し、試合開始直後にロドリゴ・デ・パウルのコーナーキックをボレーシュートで合わせて先制点を決めた。

## 個人成績

### クラブでの成績
2023年10月14日現在
| クラブ                      | シーズン       | リーグ戦       | リーグ戦 | リーグ戦 | カップ戦 | カップ戦 | リーグ杯 | リーグ杯 | 国際大会 | 国際大会 | その他 | その他 | 通算 | 通算 |
| クラブ                      | シーズン       | リーグ         | 出場     | 得点     | 出場     | 得点     | 出場     | 得点     | 出場     | 得点     | 出場   | 得点   | 出場 | 得点 |
| --------------------------- | -------------- | -------------- | -------- | -------- | -------- | -------- | -------- | -------- | -------- | -------- | ------ | ------ | ---- | ---- |
| ベレス・サルスフィエルド    | 2007-08        | プリメーラ     | 1        | 0        | —        | —        | —        | —        | 0        | 0        | —      | —      | 1    | 0    |
| ベレス・サルスフィエルド    | 2008-09        | プリメーラ     | 18       | 0        | —        | —        | —        | —        | —        | —        | —      | —      | 18   | 0    |
| ベレス・サルスフィエルド    | 2009-10        | プリメーラ     | 19       | 1        | —        | —        | —        | —        | 14       | 0        | —      | —      | 33   | 1    |
| ベレス・サルスフィエルド    | 2010-11        | プリメーラ     | 2        | 0        | —        | —        | —        | —        | 0        | 0        | —      | —      | 2    | 0    |
| ベレス・サルスフィエルド    | 通算           | 通算           | 40       | 1        | —        | —        | —        | —        | 14       | 0        | —      | —      | 54   | 1    |
| ポルト                      | 2010-11        | プリメイラ     | 15       | 5        | 1        | 0        | 2        | 0        | 13       | 1        | —      | —      | 31   | 6    |
| ポルト                      | 2011-12        | プリメイラ     | 20       | 2        | 1        | 0        | 2        | 0        | 6        | 0        | 1      | 0      | 30   | 2    |
| ポルト                      | 2012-13        | プリメイラ     | 29       | 0        | 2        | 0        | 3        | 1        | 8        | 0        | 1      | 0      | 43   | 1    |
| ポルト                      | 2013-14        | プリメイラ     | 13       | 0        | 2        | 1        | 0        | 0        | 4        | 0        | 1      | 0      | 20   | 1    |
| ポルト                      | 通算           | 通算           | 77       | 7        | 6        | 1        | 7        | 1        | 31       | 1        | 3      | 0      | 124  | 10   |
| アトレチコ・ミネイロ (loan) | 2014           | セリエA        | 5        | 0        | 0        | 0        | —        | —        | 7        | 0        | 7      | 1      | 19   | 1    |
| バレンシア                  | 2014-15        | ラ・リーガ     | 35       | 6        | 3        | 0        | —        | —        | —        | —        | —      | —      | 38   | 6    |
| マンチェスター・シティ      | 2015-16        | プレミアリーグ | 30       | 1        | 2        | 0        | 5        | 0        | 12       | 0        | —      | —      | 49   | 1    |
| マンチェスター・シティ      | 2016-17        | プレミアリーグ | 30       | 1        | 5        | 0        | 1        | 0        | 7        | 0        | —      | —      | 43   | 1    |
| マンチェスター・シティ      | 2017-18        | プレミアリーグ | 34       | 4        | 2        | 0        | 2        | 0        | 8        | 1        | —      | —      | 46   | 5    |
| マンチェスター・シティ      | 2018-19        | プレミアリーグ | 18       | 0        | 5        | 1        | 4        | 0        | 5        | 0        | 1      | 0      | 33   | 1    |
| マンチェスター・シティ      | 2019-20        | プレミアリーグ | 24       | 2        | 3        | 0        | 3        | 1        | 8        | 0        | 1      | 0      | 39   | 3    |
| マンチェスター・シティ      | 通算           | 通算           | 136      | 8        | 17       | 1        | 15       | 1        | 40       | 1        | 2      | 0      | 210  | 11   |
| ベンフィカ                  | 2020-21        | プリメイラ     | 27       | 1        | 4        | 0        | 0        | 0        | 6        | 0        | 1      | 0      | 38   | 1    |
| ベンフィカ                  | 2021-22        | プリメイラ     | 28       | 0        | 1        | 0        | 1        | 0        | 13       | 0        | —      | —      | 43   | 0    |
| ベンフィカ                  | 2022-23        | プリメイラ     | 31       | 1        | 2        | 0        | 0        | 0        | 13       | 1        | —      | —      | 46   | 2    |
| ベンフィカ                  | 2023-24        | プリメイラ     | 8        | 0        | 0        | 0        | 0        | 0        | 2        | 0        | 1      | 0      | 11   | 0    |
| ベンフィカ                  | 通算           | 通算           | 94       | 2        | 7        | 0        | 1        | 0        | 34       | 1        | 2      | 0      | 138  | 3    |
| キャリア総通算              | キャリア総通算 | キャリア総通算 | 384      | 24       | 33       | 2        | 23       | 2        | 126      | 3        | 14     | 1      | 580  | 32   |

1. ↑  コパ・リベルタドーレス8試合、コパ・スダメリカーナ6試合に出場
2. 1 2  UEFAヨーロッパリーグ
3. ↑  UEFAチャンピオンズリーグ5試合、UEFAヨーロッパリーグ1試合に出場
4. ↑  UEFAスーパーカップ
5. 1 2 3 4 5 6 7 8 9 10  UEFAチャンピオンズリーグ
6. 1 2 3 4  スーペルタッサ・カンディド・デ・オリベイラ
7. ↑  コパ・リベルタドーレス
8. ↑  カンピオナート・ミネイロ
9. 1 2  FAコミュニティ・シールド

### 代表での成績
出場大会
- アルゼンチン代表
  - 2010年 - 2010 FIFAワールドカップ（ベスト8）
  - 2015年 - コパ・アメリカ2015（準優勝）
  - 2016年 - コパ・アメリカ・センテナリオ（準優勝）
  - 2018年 - 2018 FIFAワールドカップ（ベスト16）
  - 2019年 - コパ・アメリカ2019（3位）
  - 2021年 - コパ・アメリカ2021（優勝）
  - 2022年 - フィナリッシマ（優勝）
  - 2022年 - 2022 FIFAワールドカップ（優勝）
  - 2024年 - コパ・アメリカ2024（優勝）

試合数
2024年1月1日現在
- 国際Aマッチ 109試合6得点（2009年 - ）

| アルゼンチン代表 | 国際Aマッチ | 国際Aマッチ |
| 年               | 出場        | 得点        |
| ---------------- | ----------- | ----------- |
| 2009             | 5           | 0           |
| 2010             | 5           | 0           |
| 2011             | 5           | 1           |
| 2012             | 0           | 0           |
| 2013             | 1           | 0           |
| 2014             | 2           | 0           |
| 2015             | 12          | 0           |
| 2016             | 13          | 2           |
| 2017             | 8           | 0           |
| 2018             | 8           | 1           |
| 2019             | 11          | 0           |
| 2020             | 4           | 0           |
| 2021             | 13          | 0           |
| 2022             | 13          | 0           |
| 2023             | 9           | 2           |
| 2024             |             |             |
| 通算             | 109         | 6           |

### 代表での得点
| #  | 開催年月日     | 開催地                                             | キャップ数 | 対戦相手国 | スコア | 結果 | 試合概要                          |
| -- | -------------- | -------------------------------------------------- | ---------- | ---------- | ------ | ---- | --------------------------------- |
| 1. | 2011年9月2日   | コルカタ、ソルトレイク・スタジアム                 | 12         | ベネズエラ | 1–0    | 1–0  | 親善試合                          |
| 2. | 2016年6月11日  | シカゴ、ソルジャー・フィールド                     | 34         | パナマ     | 1–0    | 5–0  | コパ・アメリカ・センテナリオ      |
| 3. | 2016年9月7日   | メリダ、メトロポリターノ・デ・メリダ               | 40         | ベネズエラ | 2–2    | 2–2  | 2018 FIFAワールドカップ・南米予選 |
| 4. | 2018年3月27日  | マドリード、ワンダ・メトロポリターノ               | 53         | スペイン   | 1–2    | 1–6  | 親善試合                          |
| 5. | 2023年10月13日 | ブエノスアイレス、エスタディオ・マス・モヌメンタル | 106        | パラグアイ | 1–0    | 1–0  | 2026 FIFAワールドカップ・南米予選 |

## タイトル

### クラブ
ベレス
- プリメーラ・ディビシオン: 2008-09C

ポルト
- プリメイラ・リーガ: 2010-11, 2011-12, 2012-13
- タッサ・デ・ポルトガル: 2010
- スーペルタッサ・カンディド・デ・オリベイラ: 2011, 2012, 2013
- UEFAヨーロッパリーグ: 2010-11

マンチェスター・シティ
- プレミアリーグ: 2017-18, 2018-19
- EFLカップ: 2015-16, 2017-18, 2018-19, 2019-20
- FAコミュニティ・シールド: 2018, 2019

ベンフィカ
- プリメイラ・リーガ: 2022-23
- スーペルタッサ・カンディド・デ・オリベイラ: 2023

### 代表
アルゼンチン代表
- FIFAワールドカップ: 2022
- コパ・アメリカ: 2021,  2024
- フィナリッシマ: 2022

### 個人
- PFA年間ベストイレブン: 2018